# Krzysztof Rutkowski

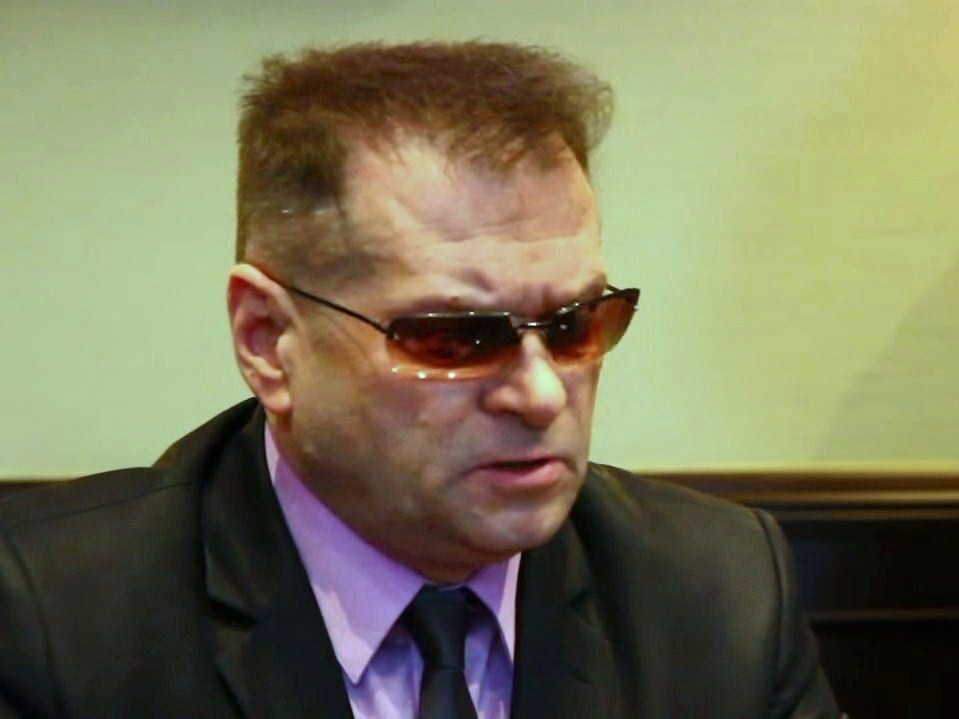
Krzysztof Rutkowski

Krzysztof Rutkowski, född 6 april 1960 i Teresin, är en polsk privatdetektiv, tidigare politiskt aktiv i partiet Samoobrona ("Självförsvar"), skådespelare och tidigare ledamot av Sejm, det polska parlamentet. Han bildade 1990 detektiv- och säkerhetsföretaget Biuro Doradcze och började sin bana som privatdetektiv genom att specialisera sig på att hitta och återbörda stulna bilar, konstverk, etc. Han medverkade också i ett antal TV-serier som till exempel den polska TV-kanalen TVN:s serie Detektyw som handlade om en privatdetektivs liv och arbete. Rutkowski har även åtagit sig uppdrag där han har fritagit polska kvinnor som gift sig med muslimska män och sedan förhindrats återvända till sitt hemland. Han har gripit flera brottslingar som gömt sig utomlands och som inte kunnat utlämnas. Hans agerande vid dessa operationer har lett till diplomatiska protester eftersom Rutkowski använt sig av sitt diplomatpass i egenskap av politiker, något som givit honom tillträde till länder där han med ett vanligt pass skulle ha vägrats tillträde. 

## Aktion i Sverige
Den 14 juli 2004 slog Rutkowskis  Rutkowski Patrol till mot en lägenhet i Vårberg i Stockholm där man grep tre personer misstänkta för utpressning. Efter aktionen överlämnade Rutkowskis styrka både sig själva samt de tre gripna männen till svensk polis. De misstänkta utpressarnas advokat polisanmälde Rutkowski och hans styrka för olaga frihetsberövande, misshandel och skadegörelse.
Krzysztof Rutkowski och Rutkowski Patrol friades från samtliga punkter då rätten ansåg att gripandet var i enlighet med svensk lag, om envarsgripande.

## Gripandet 2006
Den 22 juli 2006 arresterades Rutkowski av den polska myndigheten Byrån för inre säkerhet (Agencja Bezpieczeństwa Wewnętrznego), ABW, för misstankar om konspiration och penningtvätt.